# Радиостанция имени Коминтерна РВ-1 (Уфа)
Радиостанция имени Коминтерна РВ-1 (современное название «Радиоцентр № 9») — эвакуированный осенью 1941 года, в начале Великой Отечественной войны, из Электростали комплекс радиостанции РВ-1 и радиопередатчик ДРК-150 радиостанции РВ-59 из Ленинграда в Уфу, при наступлении немцев на Москву, и ликвидированные в 2007 году.
Территория радиостанции площадью 100 га с антенным полем находилась в Глумилино, передатчик — в здании Уфимского лесного техникума там же. Эфирная студия находилась на пятом этаже Дома связи в Новой Уфе. Также, использовалась радиостанция РВ-37 в Новиковке и Дмитриевке.
Местонахождение радиостанций было засекречено, а сама территория в военные и послевоенные годы охранялась по периметру круглые сутки. Однако, в сентябре 1942 года произведена аэрофотосъёмка Уфы немецким самолётом-фоторазведчиком Ju-88D-1 1-й эскадрильи разведывательной группы Верховного командования Люфтваффе, где радиостанция отмечена как объект «A», с отмеченными цифрами радиомачтами и зданиями.
Вела 20 часов в сутки на коротких волнах антифашистские радиопередачи на 18-ти языках на оккупированные территории СССР и страны Европы, и государства нацистского блока.
На 2021 год, на территории ликвидированной радиостанции строятся жилые комплексы: «Новатор» и Tau House в микрорайоне Глумилино-1; «Планета» в микрорайоне Глумилино-2; «Квартал Энтузиастов»; «Тихий». Построены торгово-развлекательный центр «Планета», спортивный гипермаркет «Декатлон», строительный гипермаркет «Леруа Мерлен».

## Описание
Радиостанция имени Комминтерна, наряду с радиостанциями РВ-22 и РВ-37 с коротковолновым передатчиком ДРК-150 с приёмной радиостанцией в Дмитриевке, являлась частью крупного радиокомплекса. В 1930—1950-х годах, по номинальной мощности радиовещательной сети с передатчиком 500 кВт, радиостанция РВ-1 занимала первое место в Европе и в СССР. 

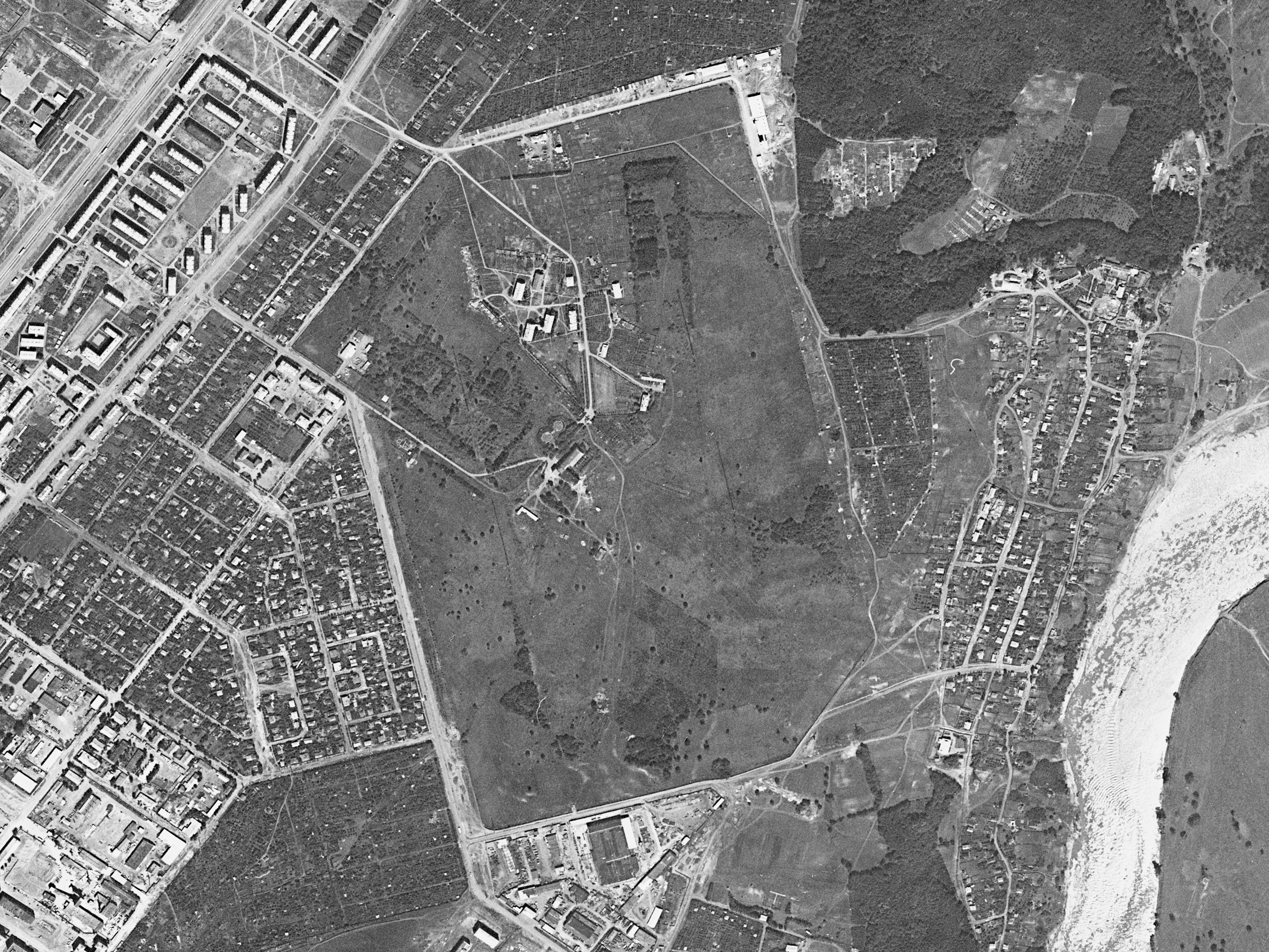
Территория радиостанции РВ-1 в Глумилино. 11 июня 1967 года. Фрагмент фотоснимка спутника-шпиона KH-7-38.

Антенное поле РВ-1 состояло из четырёх основных радиомачт высотой 206 м, расположенных по углам квадрата, с расстоянием 300 м, и четырёх вспомогательных радиомачт высотой 35 м. Антенное поле находилось на вершине Тужиловской горы высотой 191 м, откуда начинался основной приток реки Сутолоки, на территории бывшей Башкирской лесной опытной станции, и граничило с Кошкиным лесом и деревнями Тужиловкой, Глумилино и Дубки. Общая площадь составляла порядка 100 га.
Радиопередатчик ДРК-150 радиостанции РВ-59 размещался там же, в здании Уфимского лесного техникума, построенного в стиле конструктивизма в 1930-х годах для Башкирской лесной опытной станции.
В Великую Отечественную войну вещала в ДВ диапазоне на 18 европейских языках: русском, украинском, белорусском, болгарском, немецком, польском, французском, словацком, словенском, венгерском, чешском, сербском, испанском, итальянском, австрийском, норвежском, финском, шведском. Еженедельно велось 162 передачи.
С 1948 года использовалась для глушения радиостанций «Голос Америки» и BBC, с 1958 года — радиостанции «Свободная Европа» (через 11 часов после начала вещания).
С 1950-х годов использовалась для дальней связи, вещания и трансляции радиостанции «Маяк», Всесоюзного радио и на территорию СССР, а также служила радиомаяком для самолётов гражданской авиации в Уфе.
В 2007 году работала на частотах 162, 198, 693, и 1287 кГц в ДВ и СВ диапазонах.

### Персональное участие
Эвакуация из Электростали и последующая установка в Уфе проводились под руководством советского инженера-радиотехника А. Л. Минца.
Радиостанцию обслуживали радиотехники М. В. Шулейкин, В. Н. Аксёнов и П. П. Нестеров (сын П. Н. Нестерова, в 1943—1944 годах — главный инженер радиостанции), а также Г. И. Швецов: за три месяца под их руководством станция была смонтирована в Уфе. Аппаратуру в самой студии обслуживали радиотехники С. Д. Катаев, А. А. Никулин и А. С. Киселёв.
С октября 1941 года по май 1943 года на радиостанции работали эвакуированные из Москвы лидеры и члены Коминтерна Георгий Димитров, Долорес Ибаррури, Клемент Готвальд, Отто Куусинен, Вильгельм Пик (не выходил в эфир), Вильгельм Флорин, Пальмиро Тольятти, Морис Торез, Васил Коралов, Дмитрий Мануильский, Иоганн Коплениг, Т. Клемент, Фридрих Вольф, Вальтер Ульбрихт, Жан-Ришар Блок, Андре Марти, которые проживали в гостинице «Башкирия».
Г. Димитров и В. Коларов вели прямые эфиры через радиостанцию «Христо Ботев» на Болгарию. Через радиостанцию «Тадеуш Костюшко» велось вещание на Белоруссию и Польшу, «Лайош Кошут» — на Венгрию, «За национальное освобождение» и «За Словацкую свободу» — на Чехословакию, «Голос Придкарпаття» — на Карпатскую часть Украины, а также вещались «Свободная Югославия», «Германский народный передатчик» и другие. Серия радиопередач П. Тольятти известна как «Речи к итальянцам».
15 мая 1943 года Президиум Коминтерна принял решение о роспуске организации и летом 1943 года члены бывшей организации уехали из Башкирии.

### Собственник
Первоначально, радиостанция РВ-1 являлась подведомственным учреждением Наркомата связи СССР, затем — Министерства связи СССР. После ликвидации 26 декабря 1991 года в связи с распадом СССР, всё имущество на территории Российской Федерации передано Министерству связи Российской Федерации.
В 1992 году ОАО "Фирма «Башинформсвязь» приватизировала имущество комплекса радиостанции РВ-1 как филиал «Уфимский радиоцентр», который был федеральной собственностью, по плану приватизации № ВС-12/30 от 15 июня 1992 года, утвержденному в октябре 1992 года Государственным комитетом Республики Башкортостан по управлению государственной собственностью. Поэтому радиостанция не вошла в федеральную собственность и не была включена в реестр федерального имущества.
Участок земли площадью 100 га, на котором располагалась радиостанция, находился в собственности Администрации города Уфы, и арендовался «Башинформсвязь» на срок до 2007 года.
В 2001 году согласно указу Президента Российской Федерации от 13.08.2001 года № 1031, предписывающего передачу всех объектов и инфраструктуры телерадиовещания в регионах России под управление созданного ФГУП «Российские телерадиовещательные сети» (РТРС), ОАО «Башинформсвязь» должно было передать в федеральную собственность 42 объекта, в том числе, весь комплекс радиостанции РВ-1.
С 2002—2003 годов РТРС пыталась вернуть имущество комплекса радиостанции, обосновав это тем, что приватизированные в 1992 году федеральные объекты телерадиовещания в Башкирии прошли по региональной, а не федеральной программе.
В ноябре 2006 года Администрация города Уфы официально объявила о сносе радиостанции РВ-1 и последующей застройке территории жилым кварталом.

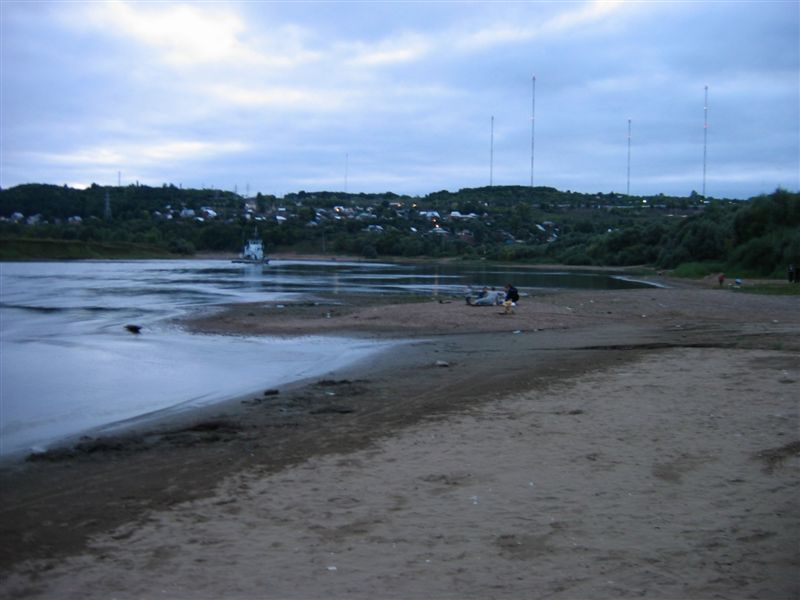
Радиомачты антенного поля, август 2004

26 ноября 2006 года в статье «Жилой микрорайон придет в жилую зону» Д. Нейланда указывалось, что с января 2007 года планируется демонтаж четырёх радиомачт радиостанции РВ-1 в связи со строительством на участке, занимаемой радиостанцией, жилого квартала, а также, что из-за переноса части комплекса радиостанции РВ-1 в существующий радиоцентр (позывные «РВ-147» и «РВ-1021») в Языкове, Администрация города Уфы, компенсирует «Башинформсвязи» 140 млн рублей за переезд, а сам участок земли продаст под жилую застройку на аукционе, где строительство начнётся весной 2007 года.
В марте 2007 года стало известно, что весной 2007 года планируется ликвидация радиомачт радиостанции РВ-1, а также, что ООО «Башметалл», которое должно осуществлять строительство на участке, занимаемой радиостанцией, должно будет возместить «Башинформсвязи» за ликвидацию 140 млн рублей. Снос радиостанции и последующая застройка территории 70 га выиграло по тендеру ООО «Башметалл».
25 июня 2007 года Арбитражный суд Республики Башкортостан постановил вернуть в федеральную собственность 42 объекта РТРС, в том числе оборудование радиостанции РВ-1, при этом недвижимое имущество и участок земли радиостанции остались в собственности Республики Башкортостан, а на само антенное поле с радиомачтами наложен арест для дальнейшего суда.
29 июня и 1 июля 2007 года ООО «Башметалл» уничтожило антенное поле подрывом радиомачт, ликвидировав объект судебных разбирательств. РТРС посчитала такой снос незаконным и решила добиваться восстановление радиомачт на прежнем месте с последующим возвратом в федеральную собственность.

## История
В 1933 году в Электростали под руководством советского радиофизика и инженера А. Л. Минца была построена новая радиостанция имени Коминтерна мощностью 500 кВт на частоты около 200 кГц ДВ-диапазона.
В июле 1941 года Совнаркомом СССР принято решение о создании в Уфе резервного узла связи для дублирования центрального московского: часть коротковолновых радиопередатчиков ДРК-150 Ленинградской радиостанции РВ-59, эвакуированных из Москвы для связи с отдельными городами СССР в КВ диапазонах 25-50 и 19-31 м, установили в здании радиостанции РВ-37 в Уфе. В деревне Дмитриевке построили радиоприемный пункт радиостанции РВ-37, который был оборудован двадцатью приемниками, позволявшими вести двухстороннюю международную радиотелефонную связь и принимать передачи вещательных станций всего мира. Передающий центр резервного узла связи заработал в октябре 1941 года, и состоял из шести коротковолновых передатчиков различной мощности, двух коротковолновых вещательных передатчиков, и уже существующего одного длинноволнового вещательного передатчика радиостанции РВ-37. Радиобюро Уфимского центрального телеграфа предоставляло шесть каналов двухсторонней быстродействующей радиотелеграфной связи и обеспечивало двухстороннюю связь практически с любым населённым пунктом на территории СССР. Тогда появилась радиосвязь с Москвой, Куйбышевом (Самары), Чкаловым (Оренбургом), Алма-Атой, Баку, Тбилиси, Ташкентом, Иркутском, Владивостоком, Хабаровском, Лондоном, Вашингтоном, Пекином.
В 1941 году в Уфу эвакуирован Наркомат связи СССР численностью 500 человек, и его подведомственные учреждения: Центральная радиосвязь особого назначения,  Центральный радиоузел Разведывательного управления Генерального штаба, заводы «Электропривод» и «Москабель», Радиоламповый завод № 191, Ленинградский завод «Красная заря». Вместе с ними эвакуировались специалисты из Москвы, Ленинграда, Киева, Харькова и других городов, а также 1500 вагонов с оборудованием. Осенью 1941 года в Уфу из Электростали была эвакуирована и радиостанция Коминтерна РВ-1.
По предложению Совнаркома БАССР, 25 ноября 1941 года радиостанция разместилась в здании Уфимского лесного техникума, которое было передано в начале войны лётному училищу № 10. 26 ноября 1941 года бюро Башкирского обкома ВКП(б) приняло Постановление «О практических мероприятиях, связанных с выполнением постановления Государственного комитета обороны о восстановлении в городе Уфе радиостанции РВ-1 имени Коминтерна», которым утверждался срок окончания строительно-монтажных работ по радиостанции — 1 марта 1942 года. Само строительство обозначалось под № 33. В начале декабря 1941 года А. Д. Фортушенко просил Наркома связи И. Т. Пересыпкина предоставить из запасного полка связи Сибирского военного округа 100—150 бойцов для строительства: работа по восстановлению радиостанции шла медленно; также задерживалось прибытие из Электростали в Уфу эшелона с оборудованием, технической документацией и персоналом.
12-23 декабря 1941 года разгружался эвакуированный из Электростали эшелон. 15 декабря 1941 года в Уфу прибыл технический персонал радиостанции. График монтажа сдвигался из-за отсутствия стройматериалов, монтажного инструмента и специальной техники, кабеля и цветных металлов.
1 и 5 февраля 1942 года были установлены только две временные 70-ти метровые радиомачты. Строительство 200-х метровых радиомачт по проекту не велось из-за отсутствия специальной техники и материалов.
7 февраля 1942 года Совнарком СССР обязал изготовить на Уфимском паровозоремонтном заводе механические детали и паковки метизы (стальные траверсы, ролики, зажимы, шкворни, винтовые стяжки, болты, гайки, шайбы) общим весом 62,8 т, на Белорецком сталепроволочно-канатном заводе — стальные тросы.
13 апреля 1942 года шестикилометровый кабель от Дома связи в Новой Уфе до радиоцентра в Глумилино проложили в мёрзлом грунте всего за сутки. К 14 апреля на второй мачте установили девять секций из 26, на третьей мачте — четыре, остальные должны были только начать монтироваться. Для одновременного монтажа обеих мачт не хватало монтажников и электролебёдок, поэтому монтаж производился вручную 40 верхолазами-монтажниками. Также произошла задержка в изготовлении и поставке самих секций радиомачт Ульяновским заводом и Уфимским управлением треста «Стальконструкция» (Богатырёв и Гридин).
15 апреля 1942 года заместитель Наркома связи СССР Р.Попов сообщил секретарю Башкирского обкома ВКП(б) И.В.Глазунову, который курировал связь, что основные работы на радиостанции РВ-1 полностью завершены. Государственный комитет обороны предложил Наркомату связи к 1 мая 1942 года ввести радиостанцию РВ-1 в эксплуатацию на имеющихся двух временных радиомачтах, на остальных — установить две параллельные антенны для увеличения диапазона радиопередач, а также использовать комплекс радиостанции РВ-37.
1 мая 1942 года состоялись пробные радиопередачи; 12 июня радиостанция вошла в нормальный режим союзного вещания. 2 июля 1942 года завершён монтаж радиостанции и установку всех четырех мачт, которую выполнили 1200—1500 человек.
Около каждой мачты и вокруг периметра РВ-1 в военные и послевоенные годы стояли вооруженные часовые, которые охраняли сверхсекретный объект площадью 100 гектаров круглые сутки.
В послевоенные годы радиостанция РВ-1 вещала в ДВ диапазоне с позывными «РВ-1» и «РВ-96».
В 1980-х годах, рядом с территорией радиостанции, розданы участки под сады.
1 мая 2007 года радиотелевизионный передающий центр «Башинформсвязь» прекратил вещание радиостанцией РВ-1 в ДВ диапазоне единственных радиостанций «Маяк» и «Радио России». Окончательное вещание на частотах 162, 198, 693, и 1287 кГц в ДВ и СВ диапазонах прекратилось в июне.
Антенное поле подрывом радиомачт снесено ООО «Башметалл» ночью 29 июня и утром 1 июля 2007 года.
Два брызгальных бассейна-охладителя радиоламп передатчика радиостанции, в которых до начала 2000-х годов водилась рыба, снесены в 2020 году.
Здание Уфимского лесного техникума (улица Радиовышки, 1; 1930-х годов постройки), в котором размещался передатчик и аппаратная радиостанции, начало сноситься летом, и окончательно снесено осенью 2020 года. Комплекс жилых домов радиостанции снесён в 2010—2020 годах.

## Память
В Уфе один из скверов был назван именем радиостанции Коминтерна.
В Глумилино улица, которая проходила по периметру территории и вела к зданию радиостанции, названа улицей Радиовышки.
Моменты сноса, 29 июня и 1 июля 2007 года, были сфотографированы и записаны на видео.
В музее связи «Башинформсвязь» размещены детали и узлы снесённой радиостанции: полутора метровый спиральный колебательный контур, из медной ленты, в дубовом корпусе, 1934 года выпуска; контур сложения мощностей весом более 200 кг; часть передатчика «Вяз»; радиолампы воздушного и водяного охлаждения; изоляторы; и другое оборудование. Также среди документов находятся альбомы-тетради, например, личный дневник инженера цеха № 1 Уфимского радиоцентра Михаила Иегудовича Липстмана, в котором записаны история установки и монтажа радиостанции, процитированы отзывы слушателей из Парижа, Цюриха, Женевы.
6 мая 2015 года, в 70-летие Победы в Великой Отечественной войне, была заложена аллея имени Радиостанции Коминтерна в парке Кашкадан из 70 яблонь сорта «Башкирский изумруд» в Сипайлово. Также, планировалась установка монумента.

## Примечание
Комментарии:
1. ↑  Ошибочно считается, что радиостанция эвакуирована из Ногинска, видимо, из-за путаницы: шла одновременная эвакуация всех Московских радиостанций.

На самом деле, радиостанция РВ-96 из Ногинска была эвакуирована в Свердловск (Екатеринбург), и смонтирована за три месяца. К радио Коминтерна она не относилась.
2. ↑  До 1970-х годов аэропорт Уфы находился в Советском районе, в начале проспекта Октября, и севернее улицы Города Галле
3. ↑  Согласно пункту 13 приложения № 3 «Объекты и предприятия, приватизация которых запрещена» программы приватизации № ВС-12/30 от 15 июня 1992 года Госкомитета РБ по управлению госсобственностью, «Предприятия связи (кроме предприятий розничной сети „Союзпечать“), телевизионные и радиопередающие центры» были запрещены к приватизации.
4. ↑  Раньше радиодиапазон указывался как длина радиоволны в метрах, а не в радиочастотах в герцах.

Источники:
1. 1 2 3 4 5 6  Уфимский узел связи. Посреди России (5 апреля 2016). Дата обращения: 22 января 2021. Архивировано 29 января 2021 года.
2. 1 2 3 4 5 6 7 8  Из истории радиовещания в Башкортостане. svyaz-museum.ru. Дата обращения: 22 января 2021. Архивировано 28 января 2021 года.
3. ↑  ЛЕСХОЗ-ТЕХНИКУМ. Региональный интерактивный энциклопедический портал «Башкортостан». Дата обращения: 22 января 2021. Архивировано 29 января 2021 года.
4. 1 2 3 4  Факты из истории Второй мировой войны. Региональный интерактивный энциклопедический портал «Башкортостан». Дата обращения: 22 января 2021. Архивировано 29 января 2021 года.
5. ↑  Аэрофотосъёмка Второй Мировой Войны. Дата обращения: 23 января 2021.
6. ↑  Уфа. Глумилино-Тужиловка : Аэрофотосъёмка Второй Мировой Войны. Дата обращения: 23 января 2021. Архивировано 20 октября 2020 года.
7. ↑  Фотосъемки самолета-разведчика люфтваффе над Уфой: фальшивка или подлинник? «Башинформ» (30 июня 2020). Дата обращения: 23 января 2021. Архивировано 5 декабря 2020 года.
8. ↑  Люфтваффе в небе над Уфой. Часть вторая. Газета «Истоки». Дата обращения: 23 января 2021.
9. ↑  ЭЛЕКТРОСВЯЗЬ. Региональный интерактивный энциклопедический портал «Башкортостан». Дата обращения: 22 января 2021. Архивировано 28 января 2021 года.
10. ↑  РАДИО, способ передачи информации. Региональный интерактивный энциклопедический портал «Башкортостан». Дата обращения: 22 января 2021. Архивировано 28 января 2021 года.
11. 1 2 3 4 5  Экспозиция. Радио и телевидение. Музей связи ОАО «Башинформсвязь». svyaz-museum.ru. Дата обращения: 22 января 2021. Архивировано 28 января 2021 года.
12. ↑  «Башкирское время» Коминтерна. «Башинформ». Дата обращения: 22 января 2021. Архивировано 15 января 2021 года.
13. 1 2  1933—1941 500-киловаттный передатчик радиостанции им. Коминтерна. PastVu. Дата обращения: 22 января 2021. Архивировано 28 января 2021 года.
14. ↑  СВЯЗЬ. Региональный интерактивный энциклопедический портал «Башкортостан». Дата обращения: 22 января 2021. Архивировано 28 января 2021 года.
15. ↑  Радиофронт 1936 г. №02 — Страница 13. radiowiki.ru. Дата обращения: 22 января 2021.
16. 1 2 3  Радиостанция имени Коминтерна вещала на всю Европу - «Уфимская мозаика»: краеведческий портал библиотек Уфы. mozaika.ufa-lib.ru. Дата обращения: 22 января 2021. Архивировано 28 января 2021 года.
17. ↑  Волна и мир. Коммерсантъ (5 июля 2004). Дата обращения: 22 января 2021. Архивировано 29 января 2021 года.
18. 1 2  Академик Александр Львович Минц. Справочник по отечественной ламповой радиоаппаратуре. Дата обращения: 22 января 2021. Архивировано 24 февраля 2020 года.
19. ↑  ГЕРМАН ИОВИЧ И РУПОР ИНДУСТРИАЛИЗАЦИИ. ufaved.info. Дата обращения: 22 января 2021. Архивировано 28 января 2021 года.
20. ↑  ГЕРМАНИЯ. Региональный интерактивный энциклопедический портал «Башкортостан». Дата обращения: 22 января 2021. Архивировано 29 января 2021 года.
21. ↑  ИСПОЛНИТЕЛЬНЫЙ КОМИТЕТ КОММУНИСТИЧЕСКОГО ИНТЕРНАЦИОНАЛА. Региональный интерактивный энциклопедический портал «Башкортостан». Дата обращения: 22 января 2021. Архивировано 30 января 2021 года.
22. 1 2  Документы и материалы по истории советско-чехословацких отношений [Текст] = Dokumenty a materialy k ejinam ceskoslovensko-sovetskych Ztahu / [АН СССР Ин-т славяноведения и балканистики и др.] ; ред. коллегия: сов. часть - П.Н. Поспелов (отв. ред.) [и др.], чехословац. часть - В. Краль (отв. ред.) [и др.]. РГБ. Дата обращения: 23 января 2021. Архивировано 29 января 2021 года.
23. ↑  СПС Право.ru. СПС Право.ru. Дата обращения: 23 января 2021. Архивировано 29 января 2021 года.
24. ↑  Программа приватизации государственных и муниципальных предприятий Республики Башкортостан на 1992 год (утв. Постановлением ВС РБ от 15.06.92 N ВС-12/30) (вместе с “Объектами и предприятиями, приватизация которых разрешается только по решению Совета Министров Республики Башкортостан“, “Объектами государственной и муниципальной собственности, приватизация которых разрешается только по решению местных Советов“, “Объектами и предприятиями, приватизация которых в 1992 году запрещена“, “Положением о государственном лицензировании деятельности по оказанию торговых, платных услуг населению и общественному питанию на территории Республики Башкортостан“, “Критериями определения способов приватизации“, “Нормативами распределения средств от приватизации“). Российские законы. Дата обращения: 23 января 2021. Архивировано 31 января 2021 года.
25. ↑  Об утверждении Положения о государственном комитете РБ по управлению государственным имуществом, Постановление Правительства Республики Башкортостан от 05 мая 1992 года №123. docs.cntd.ru. Дата обращения: 23 января 2021. Архивировано 29 января 2021 года.
26. 1 2 3 4  Взрывной аргумент // Коммерсантъ. Архивировано 30 января 2021 года.
27. ↑  Указ Президента Российской Федерации от 13.08.2001 г. № 1031. Президент России. Дата обращения: 23 января 2021. Архивировано 19 октября 2020 года.
28. 1 2  Приватизация взрывом // Коммерсантъ. Архивировано 30 января 2021 года.
29. ↑  Имущественный спор взорвал радиовещательные мачты в Уфе. lenta.ru. Дата обращения: 23 января 2021. Архивировано 9 июля 2012 года.
30. 1 2 3  Башкирские связисты сумели сделать то, что не смогли совершить фашисты. «Медиакорсеть». Дата обращения: 23 января 2021. Архивировано 30 января 2021 года.
31. ↑  Жилой микрорайон придет в запретную зону. mkset.ru. Дата обращения: 23 января 2021. Архивировано 29 января 2021 года.
32. 1 2 3  Дмитрий НИКОЛЬСКИЙ. Мэрия определила, кто будет сносить бывший сверхсекретный объект СССР // «Медиасеть». — 2007. — 13 марта. — Дата обращения: 28.11.2022.
33. ↑  А07-1746/1996 - Архив судебных решений. sudrf.kodeks.ru. Дата обращения: 23 января 2021. Архивировано 28 января 2021 года.
34. ↑  А07-16114/2002 - Архив судебных решений. sudrf.kodeks.ru. Дата обращения: 23 января 2021. Архивировано 31 января 2021 года.
35. ↑  А07-16114/2002 - Архив судебных решений. sudrf.kodeks.ru. Дата обращения: 23 января 2021. Архивировано 31 января 2021 года.
36. ↑  Взрывная собственность. nn.ict-online.ru (3 июля 2007). Дата обращения: 23 января 2021. Архивировано 31 января 2021 года.
37. 1 2  2007 год: Региональный интерактивный энциклопедический портал «Башкортостан». Дата обращения: 22 января 2021. Архивировано 28 января 2021 года.
38. ↑  "Башинформсвязь" взорвала радиомачты, чтобы не отдать их государству. Общая Газета (3 июля 2007). Дата обращения: 23 января 2021. Архивировано 29 января 2021 года.
39. ↑  ПРЕСС-РЕЛИЗ: Связисты уничтожают федеральную собственность. «Деловой Петербург». Дата обращения: 23 января 2021. Архивировано 29 января 2021 года.
40. ↑  В Уфе незаконно снесли государственные радиовышки. «Труд» (4 июля 2007). Дата обращения: 23 января 2021. Архивировано 30 января 2021 года.
41. ↑  Из истории радиовещания в Башкортостане. svyaz-museum.ru. Дата обращения: 22 января 2021. Архивировано 28 января 2021 года.
42. ↑  История филиала. Республиканский радиотелевизионный передающий центр. ПАО «Башинформсвязь». Дата обращения: 22 января 2021. Архивировано 28 января 2021 года.
43. ↑  Конец связи. В Уфе прекратили вещание «Маяк» и «Радио России». mkset.ru. Дата обращения: 22 января 2021. Архивировано 29 января 2021 года.
44. ↑  Мэрия определила, кто будет сносить бывший сверхсекретный объект СССР. mkset.ru. Дата обращения: 22 января 2021. Архивировано 29 января 2021 года.
45. ↑  2GIS Captcha. captcha.2gis.ru. Дата обращения: 23 января 2021. Архивировано 29 января 2021 года.
46. ↑  Анна АКСЕНОВА. В Уфе разрушили многоквартирный дом, в котором жили люди. ProUfu.ru / Новости Уфы и Башкирии (16 ноября 2017). Дата обращения: 23 января 2021. Архивировано 29 января 2021 года.
47. ↑  Фотография контура сложения мощностей. Дата обращения: 22 января 2021. Архивировано 28 января 2021 года.
48. ↑  Фотография передатчика «Вяз». Дата обращения: 22 января 2021. Архивировано 28 января 2021 года.
49. ↑  Вяз : Рейтинг. www.radioscanner.ru. Дата обращения: 22 января 2021.
50. ↑  Изделие «Вяз». Дата обращения: 22 января 2021. Архивировано 5 марта 2018 года.
51. ↑  В Уфе появилась Аллея имени радиостанции Коминтерна. Официальный сайт Администрации ГО г. Уфа Республики Башкортостан. Дата обращения: 22 января 2021. Архивировано 29 января 2021 года.
52. ↑  В память о фронтовиках-журналистах в уфимском парке Кашкадан появилась Аллея имени радиостанции Коминтерна. www.bashkortostan.ru. Дата обращения: 22 января 2021. Архивировано 29 января 2021 года.
53. ↑  В память о фронтовиках-журналистах в уфимском парке Кашкадан появилась Аллея имени радиостанции Коминтерна. «Башинформ» (5 мая 2015). Дата обращения: 22 января 2021. Архивировано 28 января 2021 года.
54. ↑  В уфимском парке Кашкадан появилась Аллея памяти в честь радиостанции имени Коминтерна. Дата обращения: 22 января 2021. Архивировано 29 января 2021 года.
55. ↑  Алина Каматова. В уфимском парке отдыха «Кашкадан» появилась Аллея в честь радиостанции имени Коминтерна. ГТРК «Башкортостан» (21 сентября 2020). Дата обращения: 22 января 2021. Архивировано 28 января 2021 года.
56. ↑  Уфимцы решат, быть или не быть в Уфе памятнику радиостанции имени «Коминтерна». Официальный сайт Администрации ГО г. Уфа Республики Башкортостан. Дата обращения: 23 января 2021. Архивировано 29 января 2021 года.